# Gilen Queheille
Pas d'image ? Cliquez ici

a Compétitions nationales et continentales officielles uniquement.

b Matchs officiels uniquement.
Dernière mise à jour le 13 août 2021.
Gilen Queheille, né le 12 mars 1994, est un joueur international algérien de rugby à XV, qui évolue au poste de demi de mêlée.

## Biographie
Son père, Beñat, est le président du SA Mauléon.
Gilen Queheille pratique d'abord le football avant d'opter pour le rugby à XV au SA Mauléon.
En 2013, il s'engage pour un contrat espoir de trois ans avec l'Union Bordeaux Bègles et intègre le centre de formation girondin,,,.
En 2014, il est prêté un an au Tarbes Pyrénées rugby. La saison suivante, l'UBB décide de prolonger son prêt d'une année au TPR,,,,.
En 2016, il signe un contrat d'un an avec le SC Albi,,, et intègre son centre de formation.
En 2017, il rejoint l'ASV Lavaur et remporte le trophée Jean-Prat 2017-2018,,,.
En 2019, il s'engage avec Colomiers rugby pour deux saisons plus une en option,,.
En 2021, il retourne au SC Albi après un premier passage lors de la saison 2016-2017.

## Statistiques en équipe nationale
Gilen Queheille compte 3 cape en équipe d'Algérie depuis 2025.
- Sélections par année : 3 en 2025.